# Robby Kelley
Robert Kelley detto Robby (Burlington, 26 maggio 1990) è uno sciatore alpino statunitense.

## Biografia
Robby Kelley, originario di Starksboro, proviene da una famiglia di grandi tradizioni nello sci alpino: figlio di Lindy Cochran, è nipote di Mickey Cochran il quale, dopo aver allenato personalmente i quattro figli che sarebbero entrati nella nazionale statunitense (oltre a Lindy, Barbara, Marilyn e Bob), nel 1974 sarebbe divenuto allenatore della stessa squadra nazionale. Anche la generazione di Robby avrebbe fornito diversi elementi alla nazionale statunitense, come i suoi fratelli Jessica e Tim e i suoi cugini Roger Brown, Jimmy Cochran e Ryan Cochran-Siegle.
Specialista delle prove tecniche attivo dal dicembre del 2005, Kelley ha esorito in Nor-Am Cup il 2 dicembre 2008 a Loveland in slalom speciale, piazzandosi 40º. Il 13 e 14 dicembre 2011 ha conquistato le sue prime vittorie, nonché primi podi, in Nor-Am Cup, a Panorama in slalom gigante. Nella stessa stagione ha esordito in Coppa Europa, il 15 gennaio a Méribel (38º in slalom gigante); alla fine di quella stagione 2011-2012 in Nor-Am Cup è risultato 17º nella classifica generale e vincitore di quella di slalom gigante.
In Coppa del Mondo ha esordito il 28 dicembre 2012 nello slalom gigante di Sölden, senza qualificarsi per la seconda manche, e ha conquistato i primi punti il 12 gennaio successivo, classificandosi 23º nel prestigioso slalom gigante della Chuenisbärgli di Adelboden. Ai successivi Mondiali di Schladming 2013, sua prima presenza iridata, si è piazzato 26º nello slalom gigante e a quelli di Sankt Moritz 2017 si è classificato 39º nello slalom speciale. Inattivo dall'aprile del 2022, è tornato alle gare nel febbraio del 2024; non ha preso parte a rassegne olimpiche.

## Palmarès

### Coppa del Mondo
- Miglior piazzamento in classifica generale: 133º nel 2013

### Coppa Europa
- Miglior piazzamento in classifica generale: 59º nel 2016
- 1 podio:
  - 1 terzo posto

### Nor-Am Cup
- Miglior piazzamento in classifica generale: 17º nel 2012
- Vincitore della classifica di slalom gigante nel 2012
- 7 podi:
  - 2 vittorie
  - 2 secondi posti
  - 3 terzi posti

#### Nor-Am Cup - vittorie
| Data             | Località | Paese  | Specialità |
| ---------------- | -------- | ------ | ---------- |
| 13 dicembre 2011 | Panorama | Canada | GS         |
| 14 dicembre 2011 | Panorama | Canada | GS         |

Legenda:

GS = slalom gigante

### South American Cup
- Miglior piazzamento in classifica generale: 28º nel 2009
- 1 podio:
  - 1 secondo posto

### Australia New Zealand Cup
- Miglior piazzamento in classifica generale: 5º nel 2017
- Vincitore della classifica di slalom speciale nel 2017
- 8 podi:
  - 3 vittorie
  - 4 secondi posti
  - 1 terzo posto

#### Australia New Zealand Cup - vittorie
| Data           | Località     | Paese     | Specialità |
| -------------- | ------------ | --------- | ---------- |
| 22 agosto 2015 | Perisher     | Australia | SL         |
| 25 agosto 2016 | Mount Hotham | Australia | SL         |
| 26 agosto 2016 | Mount Hotham | Australia | SL         |

Legenda:

SL = slalom speciale

### Campionati statunitensi
- 3 medaglie[3][4]:
  - 1 oro (slalom gigante nel 2012)
  - 2 argenti (slalom gigante nel 2013; slalom speciale nel 2016)